# Киевская улица (Симферополь)
Ки́евская у́лица является одной из самых длинных и самых широких улиц в Симферополе.

## Инфраструктура
Улица расположена в Киевском административном районе Симферополя. На ней расположено множество рынков, магазинов, автовокзал. Пересекает множество улиц и площадей (площадь Куйбышева, площадь Московскую). Так же имеются парки — Воронцовский (Салгирка), Студенческий (в районе бывшего кинотеатра «Мир»), Детский, Культуры и отдыха им. Гагарина, парк Дома культуры строителей.
Начинается улица от площади Советской Конституции, а заканчивается Московской трассой.

## История
В конце XIX века новая улица стала называться Мюльгаузенской, по имени известного врача Федора Карловича Мильгаузена.
В 1914 году, когда после начала Первой мировой войны во всей России прошла волна переименования «немецких» названий, Мюльгаузенская была переименована в Битакскую улицу по имени близлежащей пригородной деревни Битак. В 1961 году, когда по личному решению Хрущёва после временной опалы был возвращён к руководству биологической наукой Лысенко, который свои теории декларировал «мичуринским учением», улица была переименована в улицу Мичурина; однако после отставки Хрущёва в 1964 году улица получила своё современное наименование Киевская.

## Примечательные здания и памятники
- № 1а — Здание института «КрымПроектРеконструкция», в нём располагается Министерство топлива и энергетики Республики Крым, ГУП Республики Крым «Вода Крыма», ГУП Республики Крым Проектный институт проектирования объектов коммунального строительства «Крымкоммунпроект»
- № 2 — Гостиница «Москва». Построена в 1977 году.
- № 4 — Центральный автовокзал. Построен в 1959 году, дважды реконструировался: в 1977 и 2010 годах.
- напротив автовокзала, Памятник воинам Горловского соединения — участникам освобождения Крыма, 1967.
- Памятник крымским партизанам и подпольщикам периода Великой Отечественной войны — в парке у кинотеатра «Мир» (ныне снесен). Установлен в 1978 г. По проекту скульптора Н. Д. Солощенко, архитектора Е. В. Попова.
- № 24 — Дом-усадьба поручика Шепинга. Построена в 1784—1786 годах. В 1820—1853 здесь жил врач Фёдор Карлович Мильгаузен.
- № 34 — Завод «Фиолент», существует с 1913 года, ныне оборонное предприятие по выпуску приборов, микромашин и инструментов для нужд кораблестроения, авиации, бронетанковой и ракетно-космической техники.
- № 39 — Крымский университет культуры, искусств и туризма
- № 46 — Особняк, архитектура — начала XX века.
- № 69 — Здание, где в 1952—71 гг. работал учёный Е. И. Захаров, мемориальная доска 1974.
- № 69 — Бюст Н. А. Семашко, располагается перед зданием хирургического корпуса (1927 год, образец советского конструктивизма) Республиканской клинической больницы им. Н. А. Семашко (больница существует с 1914 года).
- № 75 — «Дом Христофорова», на углу с Проспектом Победы. В этом здании в апреле 1944 года находился штаб Сев. соединения крымских партизан, мем. доска 1946;
- № 115 — «Клуб строителей» (Дом культуры профсоюзов). Архитекторы А. Р. Митюнин, В. И. Дегтярёв. Самое высокое построенное жилое сооружение Симферополя — 20 этажей.
- № 133 — Жилой 20-этажный дом, построенный методом поднятия этажей (высотка на пл. Московской). Самое высокое жилое сооружение Симферополя.
- № 137 — «Дом корабль», 161-квартирный жилой дом галерейного типа (автор проекта Б. Д. Ябчаник). На первом этаже с 1984 года располагается Дом архитектора Союза архитекторов Республики Крым[3].
- № 181 — Национальная академия природоохранного и курортного строительства.

## Транспорт
По улице Киевской проходит основное движение автотранспорта в направлении долины Салгира и южного берега Крыма, в одном направлении и северного Крыма и Перекопского перешейка в другом направлении. На улице находится Центральный автовокзал, автобусы с которого направляются по маршрутам в города Крыма, Украины, России, Молдавии и др.
По улице Киевской также проходит городской и пригородный транспорт: городские троллейбусы маршрутов № 4, 6, 12, 14, 17; пригородные 1, 1а, 1б; междугородние троллейбусы, следующие на Алушту, Ялту — № 51, 52, 54, 55.